# Mimsy Farmer

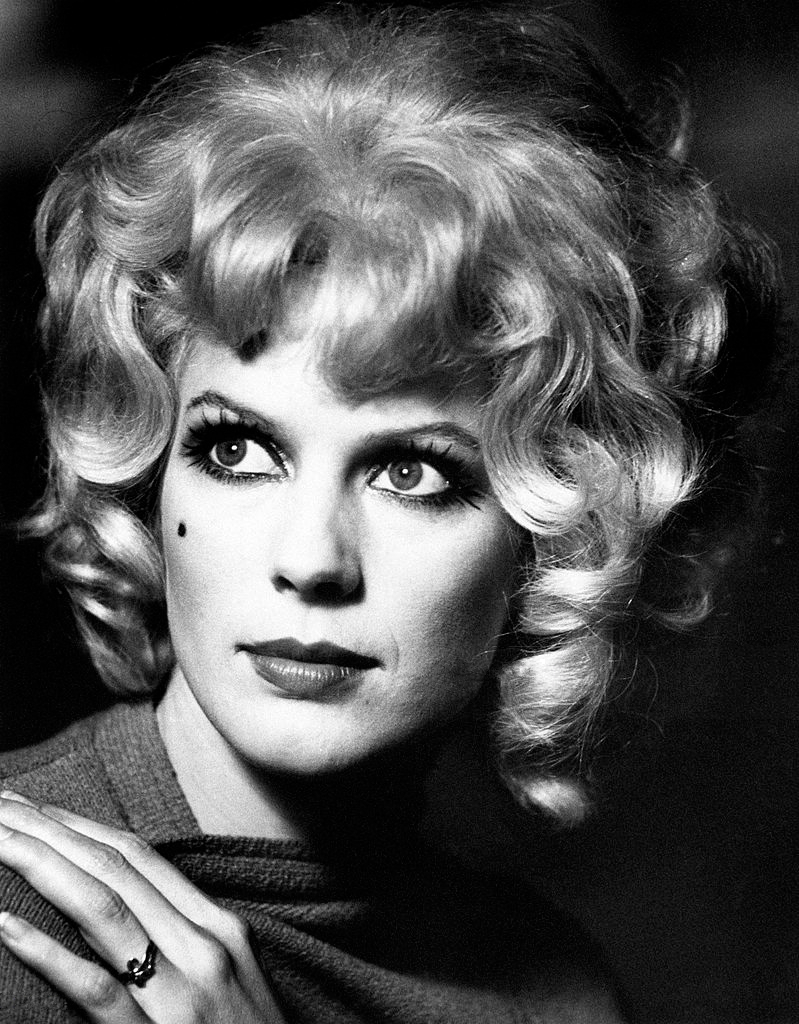
Farmer, 1975

Mimsy Farmer (* 28. Februar 1945 in Chicago, Illinois) ist eine US-amerikanische Schauspielerin.

## Leben
Farmer debütierte als Teenager an der Seite von Henry Fonda in der Komödie Sommer der Erwartung (1962). Im Jahr 1963 wurde sie als „Herausragende neue weibliche Persönlichkeit“ („Top New Female Personality“) für den Laurel Award nominiert. Sie nahm Schauspielunterricht und verbrachte ein Jahr in Kanada, wo sie in einem Krankenhaus arbeitete. Anschließend zog sie nach Los Angeles.
Im Filmdrama More – mehr – immer mehr (1969), dem ersten Film mit der Musik von Pink Floyd, übernahm sie eine der Hauptrollen und schrieb das Drehbuch mit. Im Filmdrama Die Straße nach Salina (1970) spielte sie die Tochter von Rita Hayworth, die mit ihrem Bruder eine Affäre hat. Im Krimi Endstation Schafott (1973) trat sie in einer der größeren Rollen neben Jean Gabin und Alain Delon auf. Am Anfang der 1970er Jahre zog sie nach Italien. Im Jahr 1979 war sie in der Mini-Fernsehserie Martin Eden zu sehen. Im Film Keiner haut wie Don Camillo (1983) spielte sie neben Terence Hill.
Farmer war in den Jahren 1970 bis 1986 mit dem italienischen Drehbuchautor Vincenzo Cerami verheiratet und hat eine Tochter. Sie lebt seit ihrer Scheidung in Frankreich.

## Filmografie
- 1962: Sommer der Erwartung (Spencer’s Mountain)
- 1967: Rebellen in Lederjacken (Devil’s Angels)
- 1969: More – mehr – immer mehr (More)
- 1970: Der Kurier des Zaren (Strogoff)
- 1970: Die Straße nach Salina (Road to Salina, Sur la route de Salina)
- 1971: Vier Fliegen auf grauem Samt (4 mosche di velluto grigio)
- 1972: Der Meister und Margarita (Il maestro e Margherita)
- 1973: Endstation Schafott (Deux hommes dans la ville)
- 1974: Autopsie – Hospital der lebenden Leichen (Macchie solari)
- 1974: Allonsanfan (Allonsanfàn)
- 1974: Das Parfüm der Dame in Schwarz (Il profumo della signora in nero)
- 1974: Die Verdächtigen (Les Suspects)
- 1975: Ein wildes Wochenende (La Traque)
- 1977: Antonio Gramsci – Die Jahre im Kerker (Antonio Gramsci – I giorni del carcere)
- 1978: Herzflimmern in St. Tropez (L’Amant de poche)
- 1978: Affentraum (Rêve de Singe)
- 1979: Das Concorde Inferno (Concorde Affaire ’79)
- 1979: Martin Eden (TV-Mehrteiler)
- 1979: Orient-Expreß (Il treno per Istanbul) (Fernseh-Mehrteiler)
- 1980: La Légion saute sur Kolwezi
- 1981: The Black Cat (Black Cat, Gatto nero)
- 1982: Das Mädchen von Triest (La ragazza di Trieste)
- 1982: Der Tod des Mario Ricci (La Mort de Mario Ricci)
- 1984: Geheimcode Wildgänse (Arcobaleno Selvaggio (Wild Rainbow))
- 1984: Keiner haut wie Don Camillo (Don Camillo)
- 1985: Der Richter vom Hausboot (Quando arriva il giudice) (Fernseh-Miniserie)
- 1986: Stripped to Die (Sensi)
- 1987: Body Count – Die Mathematik des Schreckens (Camping del terrore)
- 1991: Gefahr in der Savanne (Safari)

## Auszeichnungen

### David di Donatello
- 1971: Für ihre darstellerische Leistung in Die Straße nach Salina